# Matt Fish
Matthew Edward Fish, detto Matt (Washington, 18 novembre 1969), è un ex cestista statunitense, professionista nella NBA, in Europa e in Sudamerica.

## Carriera
È stato selezionato dai Golden State Warriors al secondo giro del Draft NBA 1992 (50ª scelta assoluta).

## Palmarès
- USBL All-Rookie Team (1992)
- CBA All-Rookie Second Team (1993)